# Vòi voi xanh dương
Vòi voi xanh dương, hay vòi voi mùa hè, tên khoa học Heliotropium amplexicaule, là loài thực vật có hoa trong họ Mồ hôi. Loài này được Vahl miêu tả khoa học đầu tiên năm 1794.